# Wiluite
La wiluite est un minéral silicaté vert foncé, brunâtre ou noir. Sa dureté est de 6 sur l'échelle de Mohs et sa densité de 3,36. Elle présente un éclat vitreux, un clivage faible et une fracture cassante irrégulière. Elle cristallise dans le système tétragonal et se présente sous forme de cristaux bien formés avec une bonne forme externe. Elle est isostructurale avec le groupe de la vésuvianite et est associée à la wollastonite et à des grossulaires vert olive (viluites) dans un skarn serpentinisé.
Les minéraux auxquels wiluite et viluite ont souvent été confondus et peuvent désigner la grossulaire,, ou la wiluite,,. Elle a été découverte dans les années 1990 et porte le nom de la région de la rivière Viliouï, République de Sakha (Yakoutie), en Russie.
Le nom rappelle la localité, et sert déjà depuis plus de 200 ans pour signifier la variété de vésuvianite provenant de cet endroit. En effet, le nom « viluite » a été donnée à un minéral à deux reprises. Au XIXe siècle, le minéralogiste allemand Karl Von Leonhard (1779-1862) l'a utilisé pour un minéral considéré comme identique à la vésuvianite. Cependant, il a été récemment démontré que ce matériau était riche en bore et donc différent de la vésuvianite. L'autre auteur à avoir utilisé ce nom est le Russe Vasily Mikhaylovich Severgin (1765–1826), qui l'a utilisée en référence à ce qui est largement connu sous le nom de grossulaire, un membre du groupe des grenats. En 1998, à partir d'une occurrence provenant de la rivière Viliouï, un minéral a été baptisé « wiluite » (synonyme de « viluite de von Leonhard »). 
Elle fait partie du groupe de la vésuvianite. Son symbole IMA est Wil.

## Formule chimique
La formule simplifiée de la structure cristalline de Ca19MgAl4(Al,Mg)8(B,◻)4◻[[[Silicium|Si]]2O7]4[(SiO4)10]O(O,OH)9 est obtenue en combinant les grands sites coordonnés VII-IX, X4, X3, X2 et X1 (par exemple Ca19) qui sont généralement remplis de Ca, bien que d'autres cations importants tels que les terres rares puissent être présents. Les différents sites Y1, Y2 et Y3 peuvent accueillir différents ions, tels que M2+ et M3+, et déterminent la distinction entre les différentes espèces. Les sites T1 et T2 peuvent être vides ou contenir des atomes de bore ou d'aluminium. Certains des atomes d'oxygène peuvent être remplacés par des groupes hydroxyles. Les mécanismes d'équilibre de charge impliquent une augmentation de OH ou une substitution accrue de M2+ pour M3+ dans certains sites, en fonction du remplissage du site T2 par du bore. Cette formule simplifiée représente une version générique de la structure cristalline de la vésuvianite, en attendant des données plus récentes.
La formule chimique donnée dans sa description est Ca19(Al,Mg)13(B,◻,Al)5(SiO4)10(Si2O7)4(O,OH)10,.